# Виньикур
Виньику́р (фр. Wignicourt) — коммуна во Франции, находится в регионе Шампань — Арденны. Департамент коммуны — Арденны. Входит в состав кантона Новьон-Порсьен. Округ коммуны — Ретель.
Код INSEE коммуны — 08500.
Коммуна расположена приблизительно в 185 км к северо-востоку от Парижа, в 75 км севернее Шалон-ан-Шампани, в 24 км к юго-западу от Шарлевиль-Мезьера.

## Население
Население коммуны на 2008 год составляло 69 человек.
| 1962 | 1968 | 1975 | 1982 | 1990 | 1999 | 2008 |
| ---- | ---- | ---- | ---- | ---- | ---- | ---- |
| 39   | 61   | 61   | 44   | 52   | 61   | 69   |

## Экономика
В 2007 году среди 45 человек в трудоспособном возрасте (15—64 лет) 32 были экономически активными, 13 — неактивными (показатель активности — 71,1 %, в 1999 году было 74,4 %). Из 32 активных работали 30 человек (21 мужчина и 9 женщин), безработными были 2 женщины. Среди 13 неактивных 3 человека были учениками или студентами, 3 — пенсионерами, 7 были неактивными по другим причинам.

## Фотогалерея

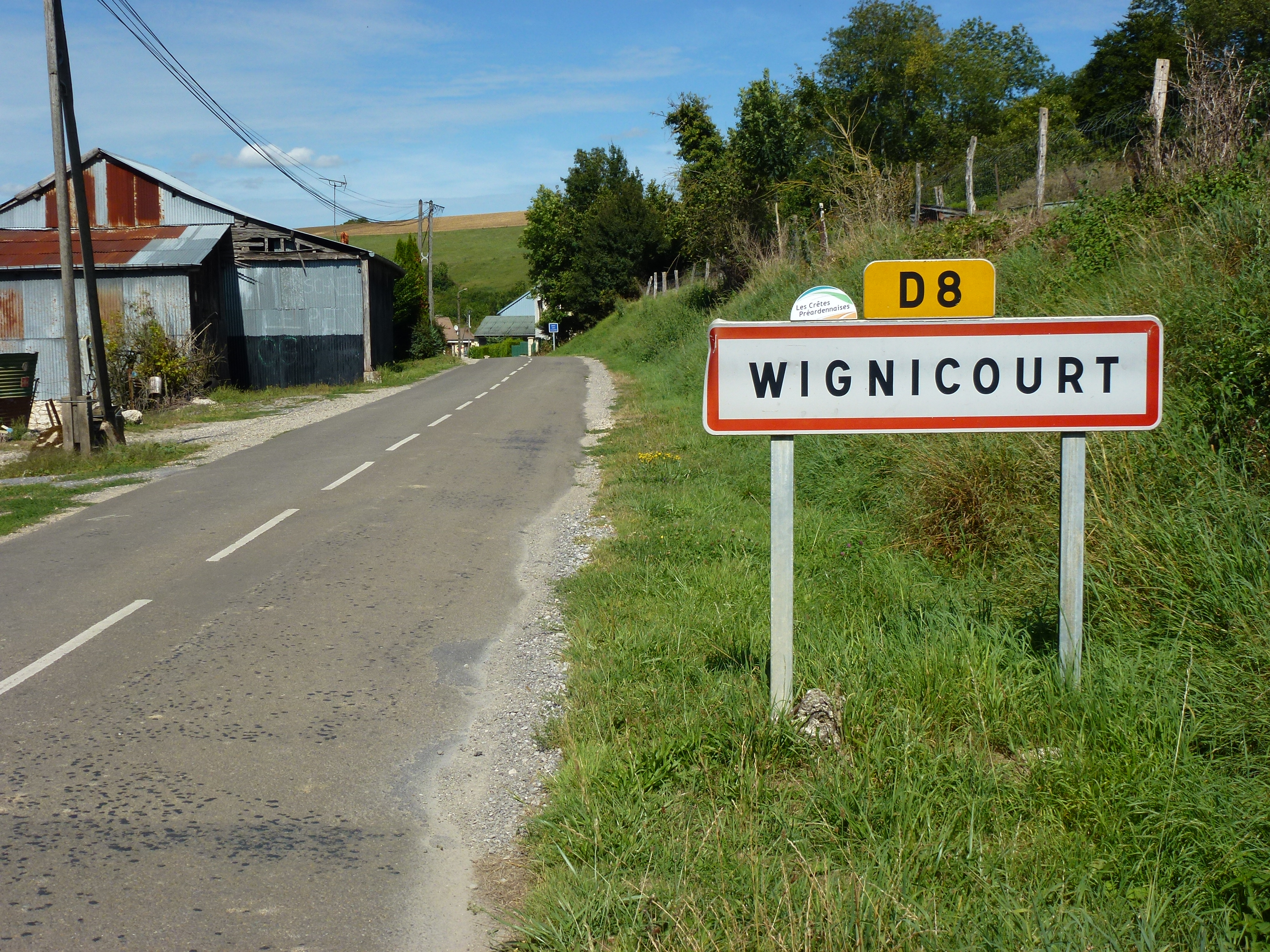
Въезд в Виньикур
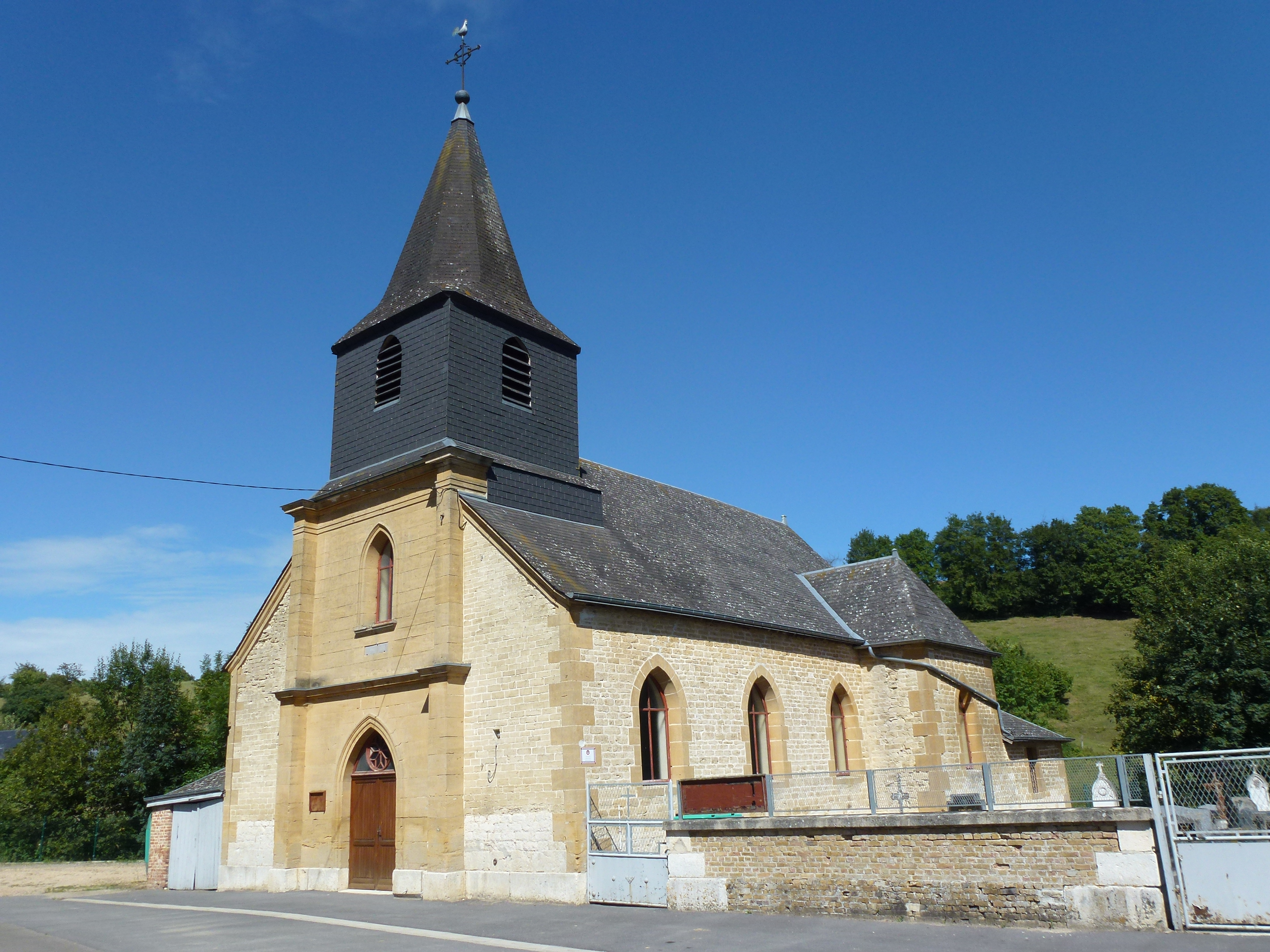
Церковь
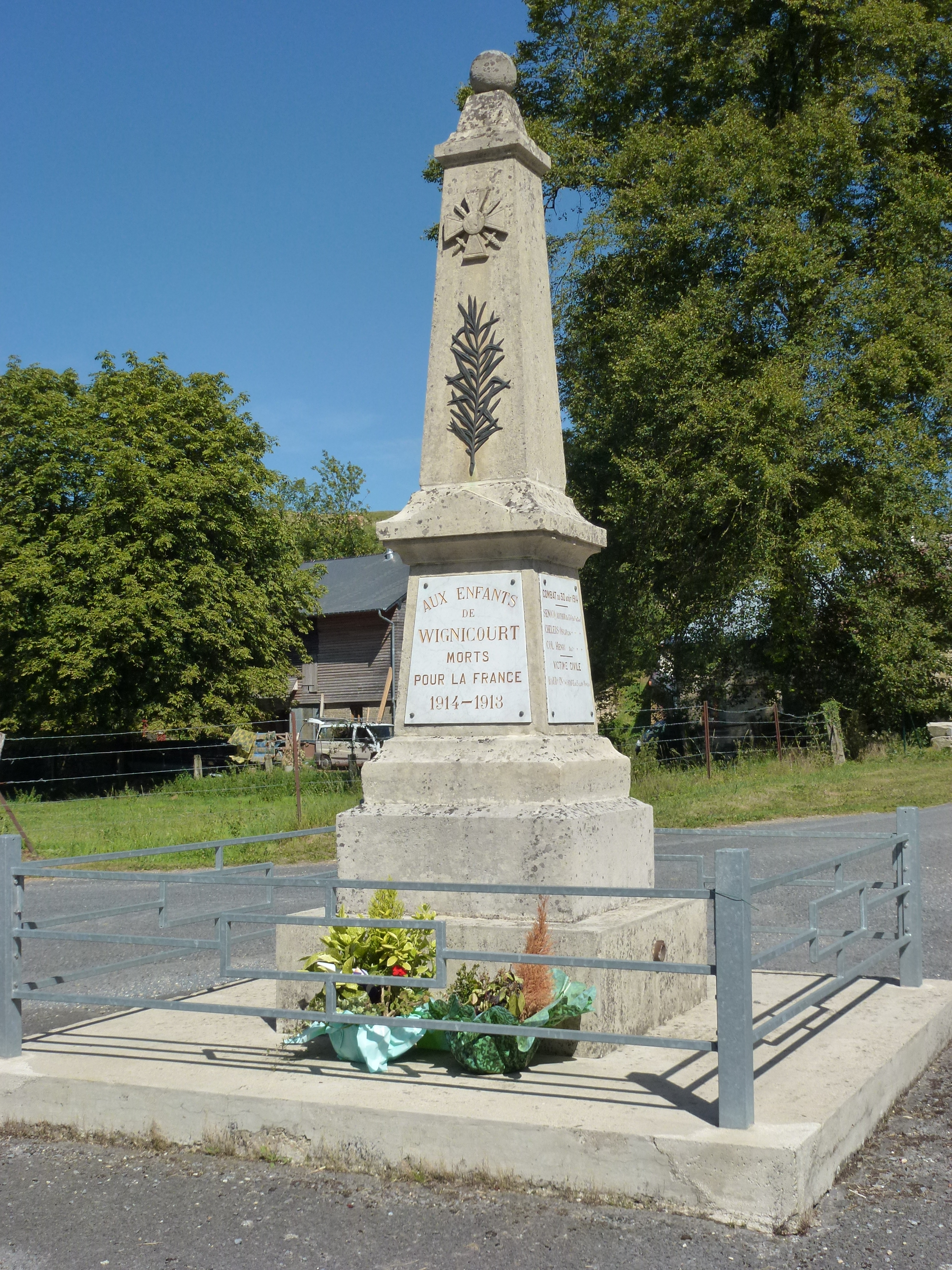
Памятник погибшим в Первой мировой войне
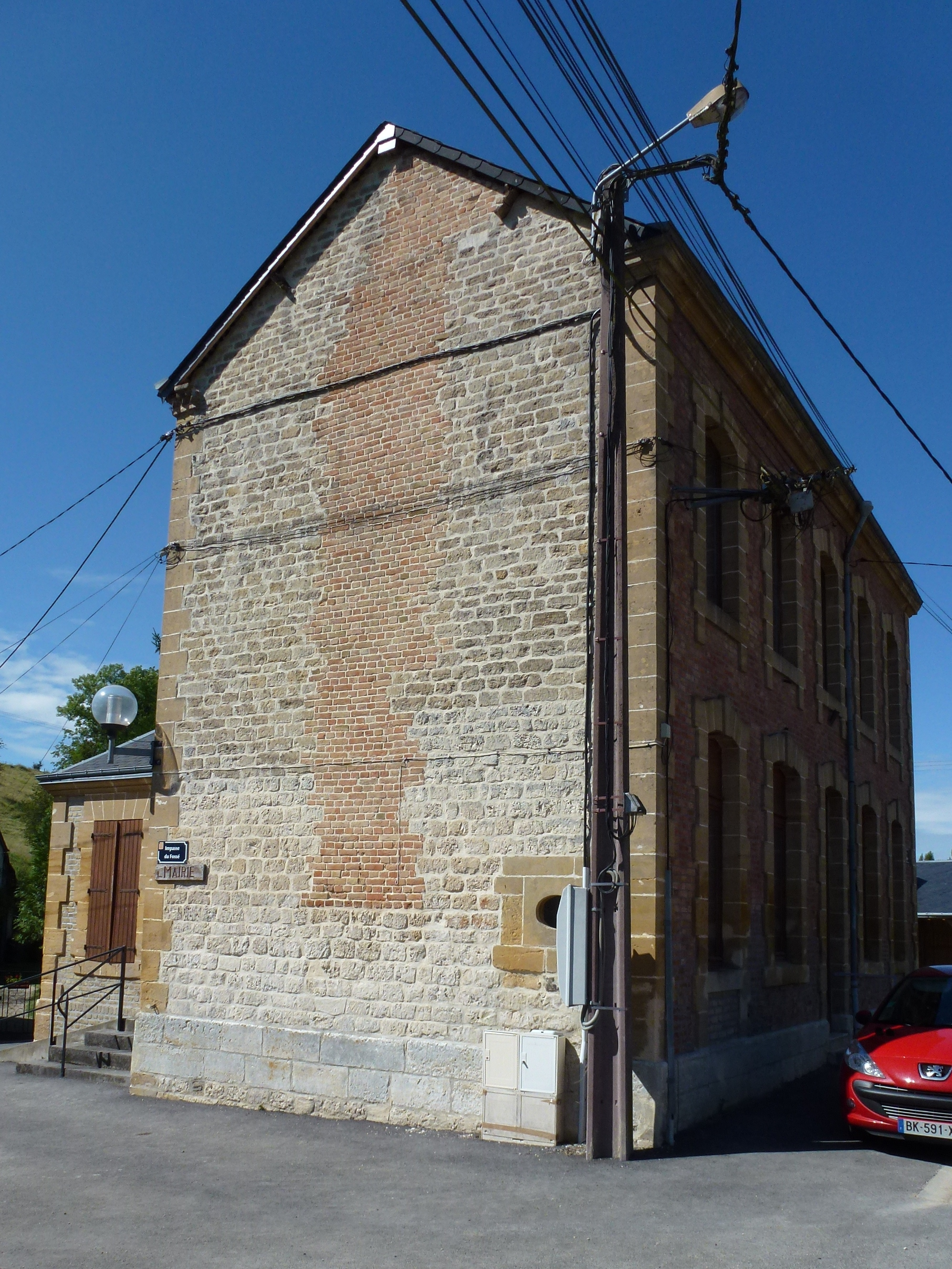
Мэрия